# Kulcsár Imre
Kulcsár Imre (Miskolc, 1934. június 2. – Miskolc, 2012. november 28.) Déryné- és Aase-díjas magyar színész, a Miskolci Nemzeti Színház örökös tagja.

## Életpályája
Pályáját 1952-ben szülővárosában kezdte. 1959-től az egri Gárdonyi Géza Színházhoz, 1961-től a Veszprémi Petőfi Színházhoz szerződött. 1965-től ismét a Miskolci Nemzeti Színház tagja volt. Táncos-komikusként kezdte, majd drámai hősöket formált meg, játszott vígjátékokban, alakított karakterszerepeket és énekelt operában is. Önálló irodalmi esteket szerkesztett, előadóművészként rendszeresen részt vett a költészet napi, könyvheti rendezvényeken, és a Tokaji Írótáborban is többször fellépett. Utoljára A Gézagyerek című drámában a Szomszéd férfi szerepében lépett színpadra.

## Fontosabb színházi szerepei
- Giacomo Puccini: Bohémélet... Alcindoro, gavallér
- Giuseppe Verdi: Traviata... Grenvil doktor
- Georges Bizet: Carmen... Dancairo;  Lillas Pastia
- Johann Strauss:  A denevér... Blind
- William Shakespeare: Hamlet... Polonius
- William Shakespeare: Vízkereszt, vagy amit akartok... Másik tengerészkapitány
- William Shakespeare: A makrancos hölgy... Egy tudós
- William Shakespeare: Othello... Első szenátor
- Edmond Rostand: Cyrano de Bergerac... Ragueneau
- Alexandre Dumas: A kaméliás hölgy... Varville báró
- Carlo Gozzi: A szarvaskirály... Pantalone, vadászati miniszter
- Georg Büchner: Danton halála... Fouquier-Tinville
- Jean-Paul Sartre: Piszkos kezek... Karsky
- Bertolt Brecht: Koldusopera... Fűrész Róbert
- Bertolt Brecht: Kurázsi mama és gyermekei... Másik őrmester; Paraszt
- Bertolt Brecht: Galilei élete... Priuli úr, kurátor
- Oscar Wilde: Hazudj igazat... Chasuble dr., kanonok
- Frank Wedekind: Pandora szelencéje (Lulu)... Puntschuh úr
- Szigligeti Ede: Liliomfi... Liliomfi
- Csiky Gergely: A nagymama... Örkényi Vilmos, báró, ny. ezredes
- Madách Imre: Az ember tragédiája... Kocsmáros; Nyegle; Az Úr hangja; Kriszposz; Patriarcha; Rudolf; A Föld Szelleme
- Vaszary Gábor: Az ördög nem alszik... Horace
- Gárdonyi Géza: Annuska... Holdován
- Bródy Sándor: A szerető... Az apa
- Móricz Zsigmond: Nem élhetek muzsikaszó nélkül... Lajos bácsi
- Szép Ernő: Háromlevelű lóhere... Parkőr
- Heltai Jenő: Hamupipőke... Abu-Mabu varázsló
- Fejes Endre: Vonó Ignác... Vonó Ignác
- Weöres Sándor: Holdbeli csónakos... Jégapó, magyar fejedelem
- Németh László: Nagy család (II. rész)... Vogel Karcsi
- Németh Ákos: Júlia és a hadnagya... Bandika; 1. Polgár
- Gáli József: Daliás idők... Gyógyszerész
- Agatha Christie: A vád tanúja... Wainwright bíró
- Pierre Barillet - Jean-Pierre Grédy: A kaktusz virága... Cochet, úr
- Ján Solovič: Teli zseb... Galiba Géza, borbély
- Pierre-Aristide Bréal: Huszárok... Ange-Marie le Gouce
- Miguel de Cervantes - Dale Wasserman - Mitch Leigh - Joe Darion: La Mancha lovagja... Kormányzó; Fogadós
- L. Frank Baum: Óz, a csodák csodája... Henry bácsi; Bádogember
- Horváth Péter – Presser Gábor - Sztevanovity Dusán: A padlás... Detektív
- Horváth Péter: ABC (Gömbvillám a Szív utcában)... Orvos
- Alan Jay Lerner: My Fair Lady... Harry
- Békeffi István: A régi nyár... Trafina, Mária szegény rokona
- Békeffi István: Mesék az írógépről... Gróf Szentgróthy
- Dékány András - Baróti Géza: Dankó Pista... Ördög, polgármester
- Berté Henrik - Franz Schubert: Három a kislány... Vogl, udvari énekes
- Lehár Ferenc: Luxemburg grófja... Sir Basil
- Lehár Ferenc: A víg özvegy... Bogdanovics, konzul
- Lehár Ferenc: Cigányszerelem... Dragoján Péter
- Eisemann Mihály - Szilágyi László: Tokaji aszú... Gergő, öreg béres
- Huszka Jenő: Mária főhadnagy... Kászonyi ezredes
- Kálmán Imre: Csárdáskirálynő... Testőrkapitány

## Díjai, elismerései
- Déryné gyűrű (1982)
- Aase-díj (1998)
- Déryné-díj (1999)
- Brighella-díj – a legjobb férfi epizódalakításért (2003, VIDOR Fesztivál, Nyíregyháza)

## Filmek, tv
- A szívroham (1964)
- Hogyan felejtsük el életünk legnagyobb szerelmét...? (1980)
- Tartuffe (színházi előadás tv-felvétele, 1981)